# Коровай Олександр Олександрович
Олександр Олександрович Корова́й (нар. 19 квітня 1959, Станіслав) — український художник і педагог; член «Клубу українських митців» з 1989 року та Спілки художників України з 1994 року.

## Біографія
Народився 19 квітня 1959 року в місті Станіславі (нині Івано-Франківськ, Україна). Син живописця Олександра Коровая. 1981 року з відзнакою закінчив Львівський інститут прикладного та декоративного мистецтва (був учнем Юрія Дворника, Данила Довбошинського, Володимира Овсійчука).
Протягом 1995—2000 років працював викладачем Львівського коледжу декоративного і ужиткового мистецтва; з 2005 року — старший викладач кафедри дизайну Національного лісотехнічного університету України.
Мешкає у Львові в будинку на вулиці Героїв УПА, № 76.

## Творчість
Працює у галузях станкового та монументального живопису, графіки у романтичному стилі. Серед робіт:
- «Голова» (1993);
- «Діалог» (1994);
- «Політ уві сні» (1994);
- «Озеро спокус» (2008);
- «Близнята» (2008);
- «Винодар» (2009);
- «Містерії Довбушевого каменя» (2009, акварель);
- «Salve, Regina» (2010);
- «У даль поїдеш…» (2011);
- «Лев» (2011);
- «Лицар Львова» (2012);
- «Цвіт папороті» (2012, пастель);
- «Зоряне намисто» (2013);

цикли
- «Камені» (1994);
- «Чорна перлина» (2012—2013).

Бере участь в обласних, всеукраїнських, міжнародних художніх виставках з 1978 року. Персональні виставки відбулися у Львові у 1987, 1993, 2013 роках.
Твори художника зберігаються у кімнаті-музеї Тараса Шевченка у Львівському палаці мистецтв, Муніципальній колекції Львова, Хмельницькому і Полтавському художніх музеях, приватних збірках в Україні і за межами.

## Відзнаки[1]
- Диплом всеукраїнської виставки до 175-річчя Тараса Шевченка (1990);
- Дипломи «Високий Замок» (1997, 1998, 2008);
- Диплом Всеукраїнського бієнале «Імпреза» (1991);
- Диплом «The World of Ex-Librise» Белград (1995);
- Диплом «I international Ex-Librise» Анкара (2003);
- Перша премія міжнародної виставки «Різдв'яні дари» (2009).